# La Finca, Guanajuato
La Finca är en ort i Mexiko.   Den ligger i kommunen Jerécuaro och delstaten Guanajuato, i den centrala delen av landet, 170 km nordväst om huvudstaden Mexico City. La Finca ligger 2 101 meter över havet och antalet invånare är 197.
Terrängen runt La Finca är varierad. Runt La Finca är det ganska tätbefolkat, med 67 invånare per kvadratkilometer. Närmaste större samhälle är Jerécuaro, 10,4 km söder om La Finca. I omgivningarna runt La Finca växer huvudsakligen savannskog.